# گغام نازاریان
گغام آرمناکی نازاریان (ارمنی: Գեղամ Արմենակի Նազարյան؛ زادهٔ ۶ ژوئیهٔ ۱۹۷۱) یک  سیاستمدار اهل ارمنستان است که از تاریخ ۲۰۲۱ تا تاریخ ۲۰۲۶ سمت نمایندگی دوره هشتم مجلس ملی جمهوری ارمنستان را برعهده داشت.

## زندگی‌نامه
در ۶ ژوئیهٔ ۱۹۷۱ در ایروان به دنیا آمد و از دانشگاه دولتی علوم پرورشی خاچاطور آبوویان ارمنستان فارغ‌التحصیل شد. 